# Claus Harms (Dramaturg)
Claus Harms (* 7. April 1908 in Hannover; † 10. Februar 1996 ebenda) war ein deutscher Dramaturg und Journalist.

## Leben

„Protest!“-Anzeige gegen den Abriss des Baudenkmals Villa Willmer und für ein Niedersächsisches Denkmalschutzgesetz;
1970 in der Hannoverschen Allgemeinen Zeitung

Claus Harms wurde zur Zeit des Deutschen Kaiserreichs als Sohn eines Arztes in Hannover geboren und absolvierte sein Abitur am dortigen Ratsgymnasium. In der Zeit der Weimarer Republik studierte er an der Universität Hannover Literatur- und Kunstgeschichte, in Berlin, Leipzig und Hamburg Theater- und Zeitungswissenschaft. Während des Studiums nahm er auch Schauspielunterricht. In kleineren Rollen trat er an der hannoverschen Schauburg unter Alfons Pape auf und wurde dort auch als Dramaturg tätig.
Im Zweiten Weltkrieg wirkte Claus Harms ab 1940 als Dramaturg in Breslau und arbeitete auch für einen deutschen Soldatensender. In den letzten Kriegsjahren 1944/45 war er Soldat.
Nach dem Krieg kehrte Claus Harms in seine durch die Luftangriffe auf Hannover zu 48 Prozent zerstörte Heimatstadt zurück und beteiligte sich dort am Wiederaufbau des Theaterlebens. Nebenher übernahm er kleinere Rollen beim Film.
Ab dem Jahr der westdeutschen Währungsreform 1948 arbeitete Harms zunächst bei den Hannoverschen Neuesten Nachrichten und dann bei der Hannoverschen Allgemeinen Zeitung (HAZ). Er war Redakteur für Kultur mit den Schwerpunkten Film-, Literatur- und Theaterkritik. Auch nach seinem Ruhestand 1973 belieferte Claus Harms die HAZ als freier Mitarbeiter bis kurz vor seinem Tode.